# II koncert skrzypcowy (Paganini)

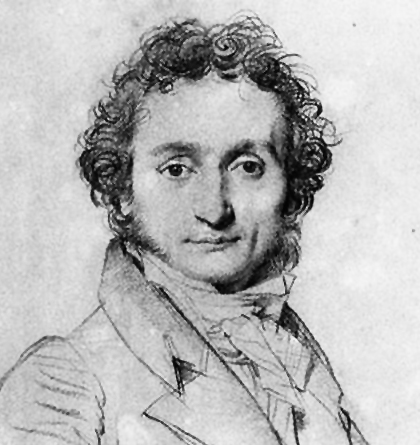
Niccolò Paganini, kompozytor Koncertu

II koncert skrzypcowy h-moll – koncert stworzony przez Niccolò Paganiniego. Skomponowany w 1826 we Włoszech na skrzypce i orkiestrę, zapisany w op. 7. Paganini ukazał w nim po raz drugi swoją wirtuozerię. Ze względu na charakter trzeciej części zwany jest „La Clochette” lub „La Campanella” („Dzwoneczek”). Rondo zostało wykorzystane przez Liszta w Etiudzie „La Campanella” oraz przez Johanna Straussa w „Walcu à la Paganini”.
Części Koncertu:
1. Allegro maestoso
2. Adagio
3. Rondo: Andantino